# Alister Somerville
Alister Somerville, né le 25 mai 1909 à Hemmingford et mort le 9 février 1992 à Ormstown est un homme d'affaires et un homme politique québécois.
Il est député de Huntingdon à l'Assemblée législative du Québec pour l'Union nationale de 1952 à 1966,.